# Бойня на Воронцовских Прудах
Бо́йня на Воронцо́вских Пруда́х — убийство четырёх подростков в субботу 6 мая 1995 года, совершённое в Москве Эдуардом Тумановым с целью ограбления.

## Личность убийцы
Эдуард Туманов родился 12 июля 1968 года в станице Кужорская Майкопского района Краснодарского края. Его мать познакомилась с жительницей Москвы Потаповой за 10 лет до убийства, когда последняя отдыхала на Кавказе. Потапова не имела мужа, одна воспитывала сына. Позже Туманов с матерью неоднократно приезжали в Москву, где часто останавливались в квартире у Потаповых на улице Воронцовские Пруды. Когда Туманов был призван в армию, службу он проходил в городе Подольске Московской области. Мать часто ездила к нему и во время поездок жила у Потаповых. Туманов не был судим, к 1995 году он не имел постоянной работы, занимался челночным бизнесом.

## Убийство
Согласно материалам уголовного дела, в субботу 6 мая 1995 года Туманов приехал к Потаповым около 11 часов утра с целью занять у них денег в долг. На звонок в дверь ему не открыли, и тогда он решил дождаться хозяев. Примерно в 11:30 из лифта вышел Станислав Потапов в сопровождении 3 своих друзей: Кутепова, Романова и Якубо. Поздоровавшись с Потаповым, Туманов вошёл вместе с ним в квартиру. Впоследствии он утверждал, что первоначально замысла совершить преступление у него не было, однако следователь Григорий Шинаков считает, что это неправда.
Все четверо были старшеклассниками, которые должны были вскоре окончить школу. В канун Дня Победы они решили отметить праздник, приобретя для этого водку. Туманова они тоже пригласили за стол. Тот почти не пил, ожидая, пока остальные впадут в состояние алкогольного опьянения. Примерно к 14 часам запасы спиртного закончились, и Туманов предложил продолжить празднование. Он съездил на съёмную квартиру на Профсоюзной улице, а по дороге купил 2 бутылки бренди болгарского производства и пятикубовый медицинский шприц. Найдя таблетки димедрола, он растворил их и закачал с помощью шприца раствор в бутылки, проколов иголкой пробки. Затем, купив у корейца, снимавшего комнату вместе с ним, килограмм чёрной икры, Туманов вернулся к Потаповым и продолжил праздновать, по-прежнему не употребляя спиртного. Действие димедрола началось уже достаточно скоро: Потапов и Кутепов заснули на диване, а Романов — в ванной. Якубо, который выходил гулять с собакой, и по этой причине менее подверженный действию снотворного, продолжал сидеть за столом с Тумановым.
Примерно в 20 часов Туманов приступил к совершению преступления. Он напал на Якубо, связал его электропроводом и заткнул ему рот. Найденным в квартире лезвием бритвы и ножом он перерезал горло Романову, Якубо и Кутепову. Потапова Туманов сначала ударил по голове принесённой из кухни скалкой, причинив открытую черепно-мозговую травму, а потом зарезал его ножом. Совершив 4 убийства, Туманов ограбил квартиру. Согласно материалам уголовного дела, он похитил 19 339 600 неденоминированных рублей, несколько билетов АО «МММ», принадлежавшие Якубо кроссовки, свитер Потапова, телевизор, видеомагнитофон, 2 видеокассеты, ряд других малоценных вещей, в том числе одноразовые бритвенные приборы и халат хозяйки. Упаковав вещи в две большие сумки, Туманов ушёл из квартиры, после чего на попутной машине доехал до съёмного жилья. Сосед по комнате купил у Туманова за 500 долларов телевизор и видеомагнитофон, ещё ряд вещей он сдал перекупщикам. Туманов купил билет на самолёт до дома, но воспользоваться им не успел, был задержан сотрудниками милиции в здании аэропорта. Оперативную группу по задержанию Туманова возглавлял Виктор Голованов.

## Следствие и суд
Вскоре после задержания Туманов признался в совершении 4 убийств и ограбления квартиры. Впоследствии он изменил свои показания, заявляя, что убийство совершил неизвестный азербайджанец, который под давлением заставил взять его вину на себя. 24 сентября 1996 года Московский городской суд приговорил Эдуарда Туманова к высшей мере наказания — смертной казни через расстрел. Туманов подал кассационную жалобу, в итоге часть обвинений с него была снята, но 30 июня 1997 года коллегия по уголовным делам Верховного Суда Российской Федерации оставила приговор без изменения. Указом Президента Российской Федерации от 3 июня 1999 года смертная казнь была заменена ему пожизненным лишением свободы.
12 апреля 2006 года Президиум Верховного Суда Российской Федерации оставил приговор без изменения. В настоящее время Туманов содержится в колонии «Белый лебедь» города Соликамска Пермского края.